# Tambora
För andra betydelser, se Tambora (olika betydelser).

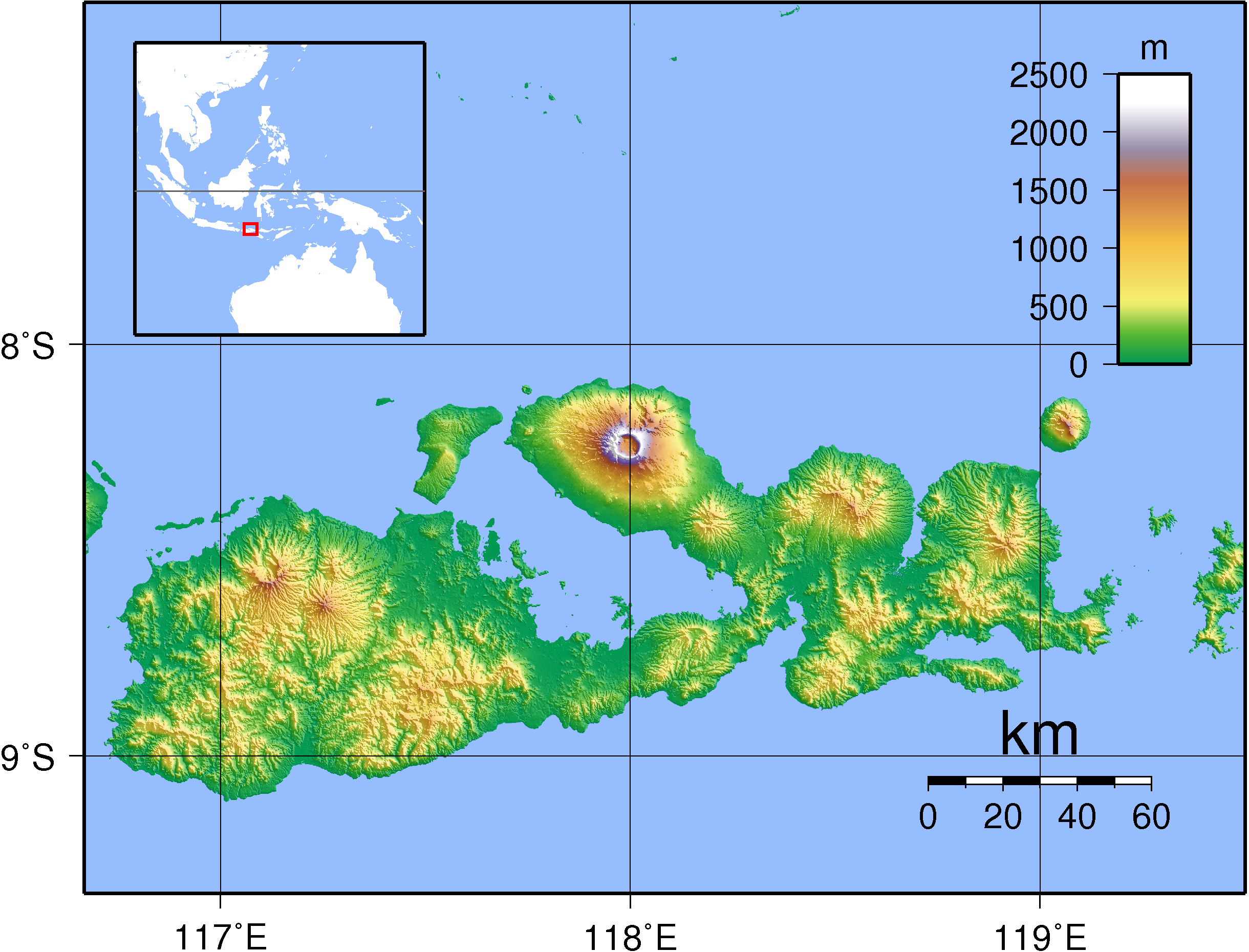
Ön Sumbawa

Tambora (eller Tomboro) är en aktiv stratovulkan, belägen på den indonesiska ön Sumbawa. Den reser sig 2 850 meter över havet. Vulkanen är mest känd för ett enormt utbrott som ägde rum 1815, vilket var det största under dokumenterad historia och låg på en sjua på den åttagradiga VEI-skalan. Den är fortfarande aktiv. Det senaste utbrottet ägde rum 1967, men det låg endast på den lägsta nivån på VEI-skalan.

## Geografisk data
Tambora är belägen på ön Sumbawa i de Små Sundaöarna. Den är en del av Sundabågen, som består av ett antal vulkaniska öar som formar den södra delen av den indonesiska övärlden. Vulkanen ligger på en halvö, känd som Sanggarhalvön. Norr om halvön finns Floressjön och åt söder finns Salehbukten. De närmaste städerna är Dompu och Bima. Det finns också tre andra koncentrationer av byar runt vulkanen. Österut finns byn Sanggar, åt nordöst Doro Peti och Pesanggrahan och västerut Calabai.
Både norr och söder om vulkanen ligger oceanskorpa, och vulkanen bildades av den aktiva subduktionszonen under vulkanen.
Tambora ligger 340 kilometer norr om Javagraven och 180–190 kilometer över en norrgående subduktionszon.
Tambora bildades antagligen för 57 000 år sedan. Före utbrottet 1815 var vulkanen hög och konformad med en krater, likt en stratovulkan och det rann ständigt lava ur kratern.

## Utbrottshistoria
Tambora har haft utbrott tre gånger före 1815, vilka inträffade 3910 före Kristus ± 200 år, 3050 före Kristus och 740 före Kristus ± 150 år. Magnituden av dessa utbrott är okänd men de var alla av samma karaktär, förutom att det sista utbrottet inte hade något pyroklastiskt flöde.
År 1812 började vulkanen åter bli aktiv med kulmen den 15 april 1815. Utbrottet innehöll pyroklastiska flöden och kollaps av kalderan, vilket orsakade tsunamier och stora materiella skador. Utbrottet hade svåra effekter på det globala klimatet. Mindre aktivitet fortsatte till 1819.
Vulkanen är fortfarande aktiv. Lavakoner och lavaflöden har observerats under 1800- och 1900-talen. Det senaste utbrottet ägde rum 1967, även om det var litet.

## Utbrottet 1815

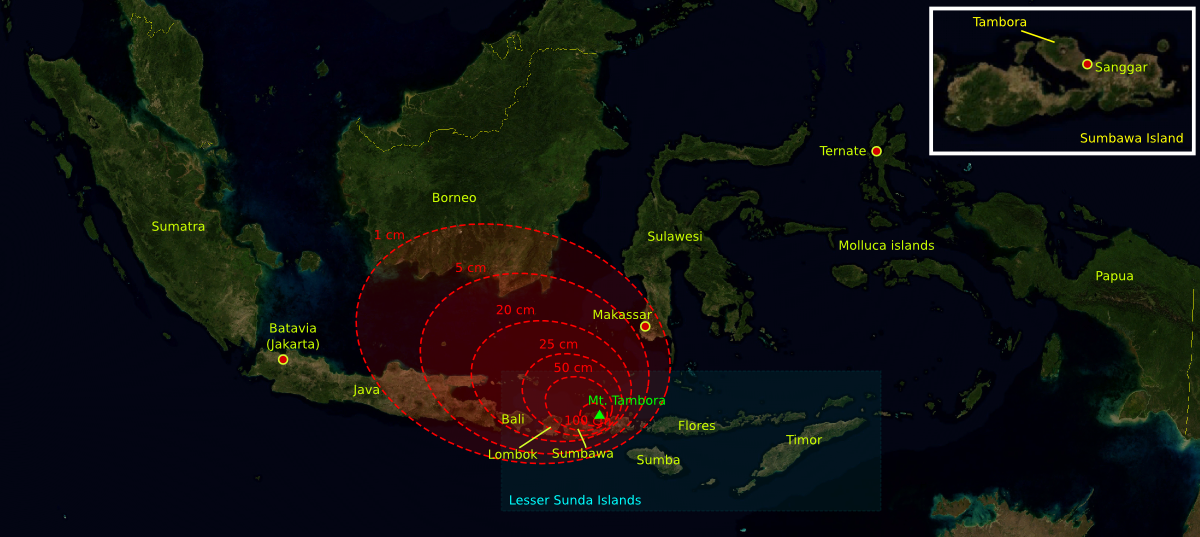
Askfallet under utbrottet 1815

Utbrottets styrka har beräknats till 7 på VEI-skalan, vilket gör den till det kraftigaste utbrottet sedan Taupos utbrott 180. Den totala volymen av allt material som vulkanen slungade ut har beräknats till åtminstone 100 kubikkilometer, men enligt vissa beräkningar kan det vara 150–160 kubikkilometer, vilket gör utbrottet till det största man känner till under historisk tid. Som jämförelse slungade Krakatau 1883 upp cirka 20 kubikkilometer aska, lava etcetera ut i atmosfären. Förutom all aska, lava med mer slungades det också upp 400 miljoner ton svavelsyra 43 kilometer upp i atmosfären. Materialet vulkanen kastade upp reflekterade bort solljus, vilket orsakade missväxt, svält och epidemier. Utbrottet dödade minst 71 000 personer, varav 11 000–12 000 dödades direkt av utbrottet. Dess efterspel kan ha tagit nästan 320 000 människors liv.
Utbrottet hördes upp till 2 600 kilometer från Sumbawa och aska från vulkanen föll upp till 1 300 kilometer från vulkanen. Det var minst 100 gånger större än Mount Saint Helens utbrott 1980, och minst 10 gånger större än Pinatubos 1991, som var en av de största under 1900-talet.

### Kronologi
Vulkanen hade varit inaktiv i flera århundraden innan utbrottet 1815. År 1812 började vulkanen åter bli aktiv, då den började mullra och släppa ut aska och mörk ånga. Den 5 april 1815 inträffade ett mindre utbrott. Det följdes av åskliknande detonationer som hördes i Makassar i Sulawesi (380 kilometer därifrån), Batavia (nuvarande Jakarta) på Java (1 260 kilometer därifrån) och i Ternate i Moluckerna (1 400 kilometer därifrån). Mellan den 10 april och 11 april hördes ljud som först misstogs som skjutande gevär på Sumatra (mer än 2 600 kilometer därifrån). På morgonen den 6 april började aska falla på östra Java samtidigt som detonationer hördes fram till den 10 april.
Vid ungefär klockan sju på kvällen den 10 april intensifierades utbrotten. Tre stycken pelare av eld sköt upp från vulkanen, steg upp mot himlen och föll sedan ihop. Pelarna nådde ända upp till stratosfären. Hela berget förvandlades till "flytande eld". Pimpsten på upp till 20 centimeter i diameter började regna ner vid ungefär klockan 8, följt av aska mellan klockan 9 och 10. Heta pyroklastiska flöden rasade ner längs berget och föll ner i havet på alla sidor av halvön där vulkanen är belägen och slog ut byn Tambora. Kraftiga smällar hördes ända fram till nästa kväll, 11 april. Den 15 april började aktiviteten åter minska. Då hade askfallet spridit sig ända till västra Java och södra Sulawesi. Utbrottet hade också orsakat en mindre tsunami. Mindre aktivitet fortsatte ända fram till augusti 1819.

### Följder
År 1816, året efter utbrottet, blev känt som "året utan sommar", och drabbade stora delar av världen med svår missväxt. Skördar slog fel, boskap dog och många människor avled till följd av sjukdomar och missväxt. En slags "torr" dimma observerades på våren och sommaren i nordöstra USA. Varken solljus, vind eller regn kunde tränga igenom dimman. Den globala temperaturen föll med 0,4–0,7 °C. Frost rapporterades från Connecticut den 4 juli. En snöstorm drabbade nordöstra USA den 6 juni. I staden Québec var snödjupet trettio centimeter mellan den 6 och 10 juli. I Storbritannien förkortades växtsäsongen med drygt tre månader, I New England i 100 dagar. 1816 var det näst kallaste året på norra halvklotet efter 1601, då kylan berodde på vulkanen Huaynaputinas utbrott 1600.
Dödsantalet var mellan 71 000 och 117 000 (uppgifterna varierar), men ytterligare 200 000 beräknas ha omkommit runt om i världen på grund av efterföljderna nästkommande år.
Före utbrottet var Tambora 4 200 meter högt och var en av de högsta topparna i Indonesien. Den förlorade alltså 1 350 meter i höjd vid utbrottet. Det bildades en 1 250 meter djup caldera på toppen av berget. All vegetation på ön förstördes under utbrottet.
Trots den enorma magnituden på Tamboras utbrott förbleknar det emellertid med eruptioner från supervulkaner i det förgångna. Tobas utbrott för cirka 75 000 år sedan, som troligen är det största under de senaste 25 miljoner åren, var cirka 25 gånger större och ett utbrott av Yellowstone-kalderan  för drygt två miljoner år sedan var nästan lika stort som Tobasutbrottet.

#### Följder i Sverige
Vittnesmålen från Sverige är åtskilliga och av mycket hög vetenskaplig kvalitet. De kan framför allt spåras i provinsialläkarnas årsberättelser, där inte bara människors hälsotillstånd, utan även de mer långsiktiga och indirekta återverkningarna av utbrottet på Tambora kan följas. Provinsialläkarna berättar sällan om ett år helt utan sommar, snarare om tvära kast i väderleken med sommardagar med frost och snö som lika hastigt kunde övergå till extrem hetta och torka. De besvärliga klimatförhållandena upphörde inte 1816. Vid pingsttid 1819 skadades säden så allvarligt av frost, inte minst i de sydvästra landsdelarna, att den endast dög till djurfoder. Samma år rådde svår hetta och torka under perioden augusti-oktober. I augusti 1820 hade stora delar av Västsverige minusgrader i augusti vilket fick en förödande återverkan för de så viktiga trädgårdsväxterna.
Men det var, ur hälsosynpunkt, inte minusgraderna som utgjorde det största hotet mot människors välbefinnande, utan den mycket nyckfulla tillgången på rent dricksvatten. Orent vatten kunde leda till svårartade mag- och tarminfektioner, som dysenteri, gulsot och tyfoidfeber (nervfeber) och eftersom brunnarna inte sällan låg i närheten av gödselstackar och lador var risken för kontamination avsevärd. Sedan en tid tillbaka hade kraftfulla hygieniska åtgärder vidtagits både i de svenska städerna och på landsbygden, men i och med det nyckfulla klimatet blev människor ofta hänvisade till osäkra vattenkällor. Det var inte enbart torkan som äventyrade vattentillgången, utan snarare kombinationen torka och plötsliga och långvariga störtskurar. De ständiga kasten mellan torka och regn innebar att vattenmängderna inte sjönk ner genom den torra markytan där de under normala år renades och sedan tillfördes brunnarna genom kapillärinfiltration eller genom påfyllda källflöden. Mellan 1816–1820 berättar provinsialläkarna hur regn och smältvattnet rann rakt ner i brunnarna, och antalet smittade steg drastiskt. Även ekonomiskt drabbades Sverige hårt. I Uppsala län var missväxten störst åren 1818–1819, och det understöd som betalades ut genom den Allmänna Magasinsinrättningen nådde 210 734 riksdaler. I Uppsala län, liksom i Mälardalen i övrigt, kom vändpunkten tidigare än i västra Sverige, men det var få jordbrukare som kunde glädja sig. 1820 års skörd överträffade förväntningarna, men jordbrukarna hade på grund av de ”förflutna årens mindre gynnande omständigheter fördjupat sig i skulder” och när spannmålspriserna nu började sjunka, och det drastiskt, fick de ingen avsättning för sitt arbete och kunde därför inte återbetala lånen.

## Utgrävningar
Under en utgrävning 2004 hittade forskare kulturella kvarlevor från utbrottet 1815. Upptäckten skedde i en klyfta. Med markpenetrerande radar hittade man resterna av ett hus. Där hittade man kvarlämningar från två vuxna människor och deras egendomar: bronsskålar, keramikgrytor, delar av möbler och andra artefakter. Föremålen hölls intakta under tre meter tjocka efterlämningar av pyroklastiska flöden från utbrottet. På platsen, som blivit kallad Östra Pompeii hade blivit kvar på samma plats som de hade 1815. Designen och dekorationerna antyder att Tambora-kulturen var relaterad till Vietnam och Kambodja genom handel.

### Vulkanutbrott
- Thera 1625 f.Kr VEI7
- Samalas 1257  VEI7
- Hōeiutbrottet 1707
- Laki 1783  VEI6
- Tambora 1815  VEI7
- Krakatau 1883  VEI6
- Novarupta 1912  VEI6+
- Mount St Helens 1980 VEI5
- Pinatubo 1991 VEI6